# Джит (актёр)
Джитендра Маднани (бенг. জিতেন্দ্র মদনানী, англ. Jeetendra Madnani), более известный под мононимом Джит (бенг. জিৎ, англ. Jeet; род. 30 ноября 1978 года, Калькутта, Индия) — индийский актёр, продюсер и телеведущий, снимающийся в основном в кино на бенгальском языке.

## Биография
Джит родился в Калькутте, учился в школе имени святых Иосифа и Марии в городе Нью-Алипор, позже в национальной высшей школе и закончил обучение в колледже социального обучения Бхаванипура, а после учебы помогал в семейном бизнесе. Тем не менее, с ранних лет он проявлял свой интерес к актёрскому искусству. Он любил смотреть спектакли и фильмы, а также пытался подражать стилям и манерам ведущих звёзд. Он вошёл в шоу-бизнес, чтобы проверить свою удачу в киноиндустрии по просьбе своих друзей.
Джит начал карьеру с модельного бизнеса, а затем снялся в сериалах Bishabriksha, Janani и Daughters of the Century.
В 2002 году состоялся его дебют в фильме Chandu на телугу. Его первый фильм на бенгальском языке Sathi принёс ему премию Anandalok Puraskar за лучшую мужскую роль. Через год вышел фильм Naater Guru с дебютанткой Коел Маллик, который имел ошеломительный успех в прокате.
В дальнейшем он снялся с Маллик в ещё 11 фильмах, в том числе в Yuddho (2005), в котором также принял участие Митхун Чакраборти.
В 2010 году вышел фильм Dui Prithibi, в котором он снялся вместе с другим актёром Дэвом, и который стал самым кассовым фильмом на бенгальском языке в 2010 году.
В 2013 году вышел фильм Boss: Born to Rule, являющийся ремейком фильма «Бизнесмен» на телугу и имевший коммерческий успех, также как и оригинал.
Годом позже Джит снялся в комедии Bachchan, где сыграл страстного фаната Амитабха Баччана. Фильм получил положительную оценку критиков и аудитории.
В 2017 году на экраны вышел фильм Boss 2: Back to Rule, сиквел его же Boss: Born to Rule, который также как и первый фильм имел коммерческий успех.

## Личная жизнь
24 февраля 2011 года Джит женился на учительнице Мохане Ратлани из Лакхнау. У супругов есть дочь, которая родилась 12 декабря 2012 года

## Фильмография
| Год       |   | Русское название | Оригинальное название               | Роль                             |
| --------- | - | ---------------- | ----------------------------------- | -------------------------------- |
| 1994—1995 | с |                  | Bishabriksha                        | Taracharan                       |
| 2001      | ф |                  | Chandu (тел.)                       | Chandu                           |
| 2002      | ф |                  | Sathi                               | Bijay                            |
| 2003      | ф |                  | Sangee                              | Bijay                            |
| 2003      | ф |                  | Naater Guru                         | Rabi Maitra                      |
| 2003      | ф |                  | Champion                            | Raja                             |
| 2003      | ф |                  | Aamar Mayer Shapath                 | Surya                            |
| 2004      | ф |                  | Aakrosh                             | Abhimanyu Das/Obhi               |
| 2004      | ф |                  | Bandhan                             | Rohit                            |
| 2004      | ф |                  | Mastan                              | Raju/Raja                        |
| 2004      | ф |                  | Premi                               | Rahul                            |
| 2004      | ф |                  | Shakti                              | Shakti                           |
| 2005      | ф |                  | Sathihara                           | Joy                              |
| 2008      | ф |                  | Pyar Jab Kenhu Se Hoi Jala (бходж.) |                                  |
| 2011      | ф |                  | Fighter                             | Surja                            |
| 2012      | ф |                  | Awara                               | Surya                            |
| 2012      | ф |                  | 100% Love                           | Rahul                            |
| 2013      | ф |                  | Boss: Born to Rule                  | Surya Bhai                       |
| 2013      | ф |                  | Deewana                             | Abhi                             |
| 2014      | ф |                  | Bachchan                            | Bijay Bachchan                   |
| 2014      | ф |                  | Game                                | Abhimanyu                        |
| 2015      | ф |                  | Besh Korechi Prem Korechi           | Aditya                           |
| 2016      | ф |                  | Abhimaan                            | Aditya Adi Deb Burman /Deep      |
| 2016      | ф |                  | Badsha The Don                      | Don Badsha                       |
| 2016      | ф |                  | Power                               | Jeetu /ACP Veer Pratap Chowdhury |
| 2017      | ф |                  | Inspector Notty. K                  | Nusrat Faria Mazhar              |
| 2017      | ф |                  | Boss 2: Back to Rule                | Surya                            |